# Marian Kustoń
Marian Kustoń, né le 24 octobre 1931 et mort le 1er novembre 2021, est un ancien arbitre polonais de football, qui vivait à Poznań. 

## Carrière
Il a officié dans des compétitions majeures : 
- Coupe de Pologne de football 1972-1973 (finale)
- JO 1976 (1 match)
- Coupe de Pologne de football 1976-1977 (finale)